# Chang'e 8
Chang'e 8 (chinês simplificado: 嫦娥八号, pinyin: Cháng'é báhào) é uma futura missão robótica chinesa planejada para explorar o polo sul da Lua e estabelecer uma base técnica para a uma futura Estação Internacional de Pesquisa Lunar (ILRS). A missão está prevista para ser lançada em 2028 e incluirá um módulo de pouso, um rover e um robô.

## Visão geral
A China pretende lançar a missão Chang'e 8 como parte do seu plano para construir a Estação Internacional de Pesquisa Lunar planejada para ser estabelecida durante a década de 2030. A Chang'e 8 será uma missão parecida com a Chang'e 7, esta planejada para 2026, continuando sua investigação física da região do pólo sul lunar, enquanto realiza novos experimentos, como por exemplo, utilizar recursos in-situ; e também servirá de base para uma estação de pesquisa em solo lunar de maior escala durante a década seguinte.
A missão incluirá 200kg de capacidade de carga útil disponível para instrumentos internacionais. A CNSA definiu a data de 31 de dezembro de 2023 como prazo final para envio de propostas de parceiros interessados em contribuir com cargas úteis para a missão.

## Possíveis áreas de pouso
Wang Qiong, vice-projetista-chefe da missão Chang'e 8, disse que possíveis áreas de pouso lunar no polo sul incluem as seguintes regiões como: Leibnitz Beta, cratera Amundsen, cratera Cabeus e a crista que conecta as crateras Shackleton e de Gerlache.

## Objetivos científicos
Um documento emitido em outubro de 2023 que acompanhou o anúncio da CNSA sobre oportunidades de cooperação internacional para a missão Chang'e 8, lista os seguintes objetivos da missão: 
- Detecção e pesquisa de múltiplos campos físicos na superfície lunar
- Detecção e pesquisa dos perfis geológicos na região de pouso
- Observação baseada na Lua do equilíbrio energético atmosférico da Terra e da magnetosfera da Terra
- Experiência e pesquisa sobre análises de amostras lunares in-situ e utilização de recursos in-situ
- Experiência e pesquisa empregando um miniecossistema terrestre fechado na superfície lunar

## Instrumentos da missão
Atualmente, as cargas científicas da missão incluem o seguinte: 
Módulo de pouso
- câmera de pouso e uma câmera topográfica
- sismógrafo
- radiômetro (para observação da Terra)
- imageador multiespectral
- telescópio de raio X
- Um mini-ecossistema terrestre fechado para ser experimento de ambiente lunar
- Experimentos envolvendo utilização de recursos lunares ( ISRU )

Rover
- câmera panorâmica
- radar de penetração no solo
- analisador mineral de espectro infravermelho
- dispositivo de armazenamento e análise de amostras lunares in-situ.